# D. J. 코트로나
D.J. 코트로나(D.J. Cotrona, 1980년 5월 23일 ~ )는 미국의 배우이다.

## 출연 작품
- 샤잠! (2019)
- 스파이 키드: 아마겟돈 (2023) - 데블린 역
- 샤잠! 신들의 분노 (2023) - 수퍼 히어로 페드로 역